# زهير بن عبد الله الشهري
هو الدكتور زهير بن عبد الله الشهري، ولد في محافظة تنومه، حصل على البكالوريوس بتخصص التاريخ بكلية اللغة العربية والعلوم الاجتماعية، بجامعة الإمام محمد بن سعود -فرع الجنوب عام 1415هـ، ثم حصل على الماجستير في التاريخ الحديث بجامعة الملك خالد عام 1427هـ، ومن ثم حصل على الدكتوراه في التاريخ الحديث بجامعة الملك سعود عام 1433هـ، وفي عام 1433هـ حصل على الرخصة الدولية لقيادة الحاسب الآلي ICDL.

## أعماله
- عميد كلية العلوم الاجتماعية بجامعة الامام محمد بن سعود الإسلامية[2][3][4]
- أستاذ مشارك قسم التاريخ والحضارة - جامعة الامام محمد بن سعود الاسلامية بالرياض.
- مستشار غير متفرغ -بدارة الملك عبدالعزيز.[5]
- أستاذ متعاون – معهد الأمير سعود الفيصل للدراسات الدبلوماسية.
- عضو اللجنة العلمية، كرسي الملك عبد العزيز لدراسات تاريخ المملكة -جامعة الامام محمد بن سعود الاسلامية
- رئيس اللجنة العلمية في الأولمبياد الوطني للتاريخ.[6]
- مدير  مشروع ويكي دون، بدارة الملك عبدالعزيز.[7]

## المؤلفات العلمية (كتب)
- التجارة في متصرفية عسير 1289-1337هـ/1872-1918م، مكتبة الحكمي، الرياض، 1432هـ.[8]
- الجوانب الإنسانية والاجتماعية في رسائل الملك عبد العزيز إلى بعض الشخصيات والإدارات في عسير 1338-1373هـ/1920-1953م –كرسي الأمير سلمان لأبحاث الجزيرة العربية.
- مالية أبها في عهد الملك عبد العزيز (دراسة وثائقية في الأوضاع الاقتصادية والتنظيمات المالية في جنوب المملكة العربية السعودية 1338-1373هـ/1920-1953م) – الجمعية التاريخية السعودية.
- سياسة الملك عبد العزيز في حل مشكلات ساحل البحر الأحمر الأمنية 1344-1373هـ/1925-1953م، دارة الملك عبد العزيز، 1439هـ.

## اللقاءات والمؤتمرات
- الندوة العلمية عن تاريخ الملك خالد رحمه الله - دارة الملك عبد العزيز بالرياض 1431هـ.
- الندوة العلمية للجوانب الإنسانية والاجتماعية للملك عبد العزيز التي نظمها كرسي الأمير سلمان لأبحاث الجزيرة العربية بجامعة الملك سعود 1433هـ.
- ندوة علمية (دور التعليم العالي في تحقيق الرفاه الاجتماعي في عهد الملك سعود) - كرسي الملك سعود لدراسات التعليم العالي – جامعة الامام محمد بن سعود الإسلامية - الرياض في 15/1/1438هـ.
- اللقاء السنوي الخامس عشر للجمعية السعودية للعلوم التربوية والنفسية (جستن).[9]
- المؤتمر العالمي الثاني لتاريخ الملك عبد العزيز بجامعة الامام محمد بن سعود الإسلامية -جمادى الثاني 1436هـ.

## العضويات
- عضو الجمعية التاريخية السعودية.
- عضو جمعية التاريخ والآثار لدول مجلس التعاون الخليجي.
- عضو جمعية المؤرخين العرب.
- عضو اللجنة العليا للإعداد لمؤتمر الدولة السعودية الأولى (دارة الملك عبد العزيز).[10]
- عضو لجنة أولمبياد التاريخ – دارة الملك عبدالعزيز.

## اللجان
- اللجنة العلمية لمؤتمر العلوم العربية والإسلامية بجامعة الإمام محمد بن سعود الإسلامية 1439هـ - معهد تاريخ العلوم العربية والإسلامية – جامعة الامام محمد بن سعود الإسلامية.
- اللجنة العليا ببرنامج إعداد المعلم في كليات التربية بالجامعات السعودية- جامعة الامام محمد بن سعود الإسلامية 1442هـ
- لجنة إعداد مقرر التربية الوطنية لعمادة البرامج التحضيرية بجامعة الإمام محمد بن سعود الإسلامية – عمادة البرامج التحضيرية – جامعة الامام محمد بن سعود الإسلامية – 1439هـ.
- اللجنة العلمية بوكالة المعاهد العلمي- بجامعة الإمام محمد بن سعود الإسلامية – 1440هـ
- لجنة التعليم والتعلم بوكالة الجامعة للشؤون التعليمية بجامعة الامام محمد بن سعود الإسلامية 1439-1440هـ.
- اللجنة العليا للجودة والاعتماد الأكاديمي – جامعة الامام محمد بن سعود الإسلامية 1443هـ.
- اللجنة العليا لتنفيذ برامج التوعية لإضرار المخدرات – جامعة الامام محمد بن سعود الإسلامية 1443هـ.
- ممثل جامعة الامام محمد بن سعود الإسلامية في مشروع تعزيز كفاءة البحوث والدراسات العلمية باللغة العربية في مجالات العلوم الاجتماعية والإنسانية
- للجنة التنفيذية لمتابعة قرارات اللجنة العليا لتعزيز مكانة الجامعة في التصنيفات العالمية من خلال النشر العلمي – جامعة الامام محمد بن سعود الإسلامية.
- اللجنة الدائمة لبرامج الدراسات العليا المدفوعة – جامعة الامام محمد بن سعود الإسلامية 1442هـ.

## الجوائز
- جائزة التربية والتعليم للتميز / المشرف التربوي المتميز على مستوى وزارة التربية والتعليم بالمملكة- المركز الأول.[11][12][13]
- المشاركة في حصول المملكة العربية السعودية على المركز الثالث في الاولمبياد الدولي للتاريخ -برلين 2018م.[14]

## وصلات خارجية
- تغطية خاصة اليوم الوطني _ د.زهير الشهري.
- التاريخ والتطوع الإثرائي الرقمي: «ويكي دوّن أنموذجًا»... د: زهير بن عبد الله الشهري.
- لقاء خاص مع عميد كلية العلوم الاجتماعية بجامعة الإمام ومستشار في دارة الملك عبد العزيز د. زهير الشهري.
- ويكي دون، ماراثون الحضارة والعلوم.
- صباح العربية «ويكي دوّن» مشروع سعودي لإثراء المحتوى العربي في «ويكيبيديا».
- مسافة | العائلة الحاكمة للدولة السعودية مع أستاذ التاريخ الحديث د. زهير بن عبد الله الشهري.